# シュタージ
シュタージ（ドイツ語: Stasi）は、ドイツ民主共和国（東ドイツ）の秘密警察・諜報機関を統括する省庁である。正式名称は国家保安省（ドイツ語: Ministerium für Staatssicherheit、略号: MfS。英語では Ministry for State Security）。シュタージの通称は「Staatssicherheit」の短縮語に由来する。
全盛期には、対人口比で同じナチス政権下のゲシュタポや、ソ連のKGBを凌ぐ規模になり、徹底的な相互監視網を敷いて国民生活の抑圧を行ったほか、対外諜報として西ドイツをはじめとする西側諸国にスパイを送り込んだ。

## 歴史
1947年8月16日、東ドイツのソ連占領軍当局は「第5委員部（K-5）」（秘密警察組織）を創設した。その委員（大臣に相当）には、ヴィルヘルム・ツァイサーを、副委員にはエーリッヒ・ミールケを任命した。形式上、K-5は人民警察刑事局に従属した。
東ドイツでは、1949年のドイツ民主共和国建国以前からソ連軍軍政下に自治組織であるドイツ経済委員会（DWK）があり、「人民警察」（Volkspolizei、略してフォーポ―）も組織されていた。この「人民警察」は「兵営人民警察」を経て国家人民軍となった。また、K-5やシュタージの創設にはナチス政権時代の秘密警察のゲシュタポや国家保安本部第III局と第VI局で国内諜報や国外諜報を担当した親衛隊情報部（SD）の出身者が相当数採用されたとの説もあるが、真偽や詳細については不明な部分がほとんどである。
1949年のドイツ民主共和国建国後、1950年に国家保安省が創設された。国家保安相にはツァイサーが、次官はミールケが任命された。1951年、後のHVA（HV A）となる外交政策諜報機関(APN)が経済学研究所(IPW)という名称で外務省の管轄下で設立される。APNは1953年に同組織の職員が西側に亡命するまで、諜報機関とは認識されていなかった。1953年、ミールケはベルリン暴動と関連して、ツァイサーを弾劾し、ツァイサーは解任された。1953年7月には、国家保安省の地位は低下し、内務省に従属する庁扱いとなった。内務省国家保安局長には、エルンスト・ヴォルヴェーバーが、副局長にはミールケが任命された。APNもこの時、内務省国家保安局の第15課に編入された。

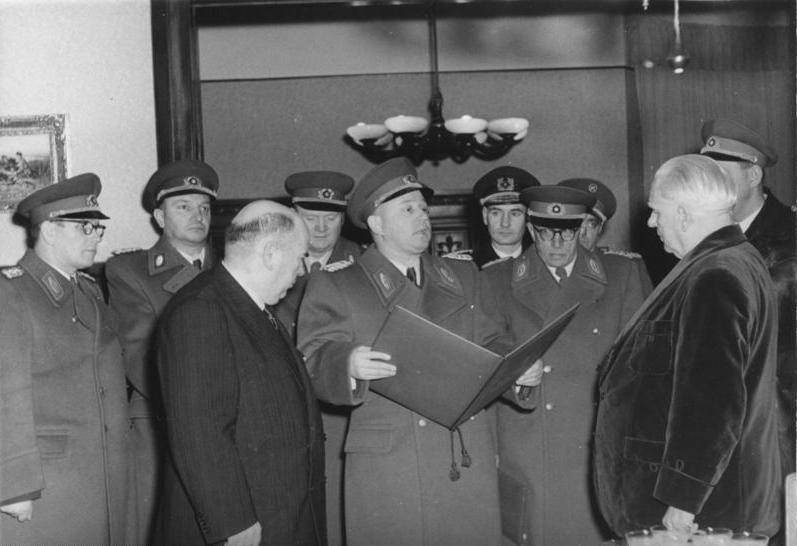
ヴィルヘルム・ピーク大統領（右背広姿の人物）80歳の祝辞を述べるミールケ
左背広姿の人物がヴォルヴェーバー

1955年、シュタージは省の地位を取り戻した。ミールケは、ヴァルター・ウルブリヒト（ドイツ社会主義統一党第一書記）支持の際、ヴォルヴェーバーを弾劾した。1957年11月1日、ヴォルヴェーバーは、健康上の理由で辞任し、ミールケが国家保安相となった。ミールケの下で、シュタージにはソ連国家保安委員会（KGB）と同様の軍隊式の階級制度および制服が導入され、ミールケ自身は少将となった（1959年に中将）。
1958年、シュタージに対外諜報を担当する「A」総局（HV A）が創設された。「A」とは偵察を意味するドイツ語の「Aufklärung」の頭文字である。「A」総局長兼国家保安省次官には、マルクス・ヴォルフ少将が任命された。
1971年、シュタージの策動の下ウルブリヒトは第一書記退任に追い込まれ、エーリッヒ・ホーネッカーと交代した。ホーネッカーは感謝の印に、ミールケをドイツ社会主義統一党政治局員候補にした。
1986年、ヴォルフが辞任。ヴォルフの後任には、ヴェルナー・グロスマンが任命された。1989年時点で、「A」局では4,000人強の職員が働いており、各国に4,500人以上のエージェントを有していた。
1989年11月9日、ベルリンの壁が崩壊し、シュタージは国家保安局（Staatssicherheitdienst、略号: SSD」に改称したが、翌12月に解散した。

## 組織
シュタージには、以下の組織・部局が存在した。
- 偵察総局（Hauptverwaltung Aufklärung） - 対外諜報部門。ソ連KGBの第1総局に相当する。A総局やHVAとも呼ばれる。主に西ドイツ、アメリカ、NATO加盟国、西ベルリンの諜報を主とした[9]。所属する職員は大卒が多く、この局で勤務することはエリートや出世と見なされた[8]。1960年代までは、西ドイツが、他国へ東ドイツとの国交関係を持った場合、外交関係を断絶すると圧力をかけていたため、当局が大きな力を持っていた[10]。しかし、1980年代になると、東西ドイツの緊張関係も緩和され、東ドイツは各国へ大使館を置くことができるようになり、相対的に当局の地位が下がった[10]。
- 第1局（Hauptabteilung I） - 国家人民軍および国境警備隊、軍事偵察局（ドイツ語版）（国防省（ドイツ語版）直轄の軍事情報部門）の監視を担当。
- 第2局（Hauptabteilung II） - 防諜担当。
- 第3局（Hauptabteilung III） - 東ベルリンにおける防諜とシギントによる通信傍受を担当。
- フェリックス・ジェルジンスキー衛兵連隊 - 直属の準軍事組織。1989年10月時点で、1万1000人が当局に所属していた[11]。

## 人員数と非公式協力者の数について
シュタージの正規の職員の数については、1953年6月時点で4000人、1953年11月時点では9000人、1975年には5万9458人と順次増員されていった。ベルリンの壁崩壊前後(1989年)時点では、文献によりばらつきがあるが、9万人から10万人の正規職員を抱えていた。一方非公式協力者(IM、Inoffizieller Mitarbeiter)と呼ばれた密告者については、ベルリンの壁崩壊後の東ドイツ政府の発表では10万9000人とされるが、文献によっては17万人とも、200万人ともいわれる。社会に対するこのような監視方法はナチス・ドイツ時代のゲシュタポのそれに似たものであり、手法を踏襲したものだと見られている。

## 対国内諜報活動
シュタージは軍隊式の階級を持ち、正規職員は国家人民軍地上軍（陸軍）のものと酷似した制服を着用することもあった。
- 国内活動向けの準軍事組織として、フェリックス・Ｅ・ジェルジンスキー衛兵連隊を有しており、これが公にされていた唯一の組織であった。
- シュタージが集めた反体制分子と目された人々の詳細な個人情報のファイルは、東ドイツ崩壊後、本人や家族に限り閲覧が出来る様になったが、それによって家族や親友、クラスメイトや職場の同僚が実はシュタージの職員もしくはIMであり、信頼していた人物にまで言動を監視されていた真実を知って家庭崩壊や極度の人間不信に陥った事例も少なからず発生し、中には精神病を患う者さえ出た。なお、崩壊前に証拠隠滅として個人ファイルの紙をバラバラに切り刻んだために詳細が不明となっている記録も多く、2017年時点でも、ドイツ連邦政府によってファイルの復元作業が行われている。
- 1973年に作成された要領で、ベルリンの壁を越えて西側へ亡命を図る者は、子供でも躊躇せず銃撃を加えることと規定され、厳しい東西対立のほか、西側への人口流出という社会問題を背景に、徹底的な抑圧を行った。ベルリンの壁を乗り越えようとし亡命に失敗、発砲などで命を落とした人は、およそ1200人を越えるといわれている。
- 1976年より、シュタージは「ツェルゼッツンク（英語版）」と呼ばれる、心理学的な「戦意喪失策」を監視対象に対して実行する心理戦法を体系化して採択した。ツェルゼッツンクは「分解」や「弱体化」、「破壊」や「崩壊」などと訳される用語（英語ではデコンポジション）であり、監視対象者を逮捕・投獄する前段階で心理的に攻撃し、弱体化させる目的で開発されたが、実際には投獄中や、釈放後にも継続して実施される事もあった。
  - 具体的には、前述のような手段により収集された個人情報の中から、監視対象者の職業上・家庭内での失敗、性的嗜好、アルコールや薬物・ゲームなどへの依存的傾向、何らかの収集癖、監視対象者の家族や監視対象者が所属する何らかのグループ内の仲間しか知りえないレベルの恥や失態といった人間的弱点を抽出し、匿名の手紙、電話や電報、改竄された写真などを用いて監視対象者の周囲にばら撒いたり、監視対象者の家屋や車両などに「目に見える形の」軽微な破壊工作を仕掛けたり、既婚者、特に女性に対してはロミオ諜報員（英語版）と呼ばれる男性エージェントを用いてハニートラップを仕掛け、離婚に至る紛争を誘発させたりする事で、監視対象者本人と家族を含む周囲の人物との間に不和と相互不信を生じさせ、監視対象者の人間関係を破壊して孤立させ、心理的虐待を加えることで反体制的な意志の弱体化を図った。
  - 東ドイツの対外宣伝に大いに役立てられたオリンピック選手達も例外ではなく、海外遠征中に亡命などを企図した疑いのある選手に対しては、トップ選手であっても容赦なく「弱体化」の処置が加えられた。著名な例としては、女子陸上選手のイネス・ガイペル（ドイツ語版）は、海外遠征中に親密になった現地人男性から亡命を勧められた事が原因で、シュタージの手で「腹痛を発症した後に行われた虫垂炎手術の際に、胃を全摘出される」という行為を受け、この後遺症により現役引退を余儀なくされている。イネスは東ドイツ崩壊後に自らのシュタージ・ファイルを閲覧した事で、初めて事の真相と自らに施された手術の全容を知ったという[19]。
  - ドイツの歴史家であるフーベルトゥス・クナーベ（英語版）に依ると、ツェルゼッツンク採択の後、シュタージは必ずしも全ての政治的反対者を逮捕・投獄する必要が無くなったが、逆にシュタージは逮捕するまでには至らない水準の監視対象者に対してもツェルゼッツンクを用いた心理的攻撃を積極的に仕掛け、人間関係と精神状態を崩壊させていく過程を娯楽のように楽しむようになっていったという。クナーベはこうした東ドイツの支配体制を「(秘密警察による物理的暴力を主体とした従来型の支配体制に比較して)非常に近代的な独裁であった」と総括した[20]。WIREDは、かつて東西ドイツの国民を震え上がらせたツェルゼッツンクの手法は決して過去のものではなく、情報化時代の進展で国際的監視網が発達した現代こそ、改めて注目されるべき心理戦法であろうと報じている[21]。
  - ツェルゼッツンクに類似した国家による個人攻撃手法はアメリカ合衆国でもコインテルプロとして採用されていた時期があり[22]、ソビエト連邦以来積極的措置（英語版）に代表される対外工作活動が重視されてきたロシア連邦でも、ウラジーミル・プーチンによる権力掌握後は主にロシア国内やNIS諸国に駐在する外交官や、旧ソ連構成国内の反体制的なジャーナリストを対象に同様の手法が積極的に用いられるようになったとされている[23][24]。また、陰謀論の世界では、ツェルゼッツンクの手法はしばしばサイバー・ストーカー(集団ストーカー、ギャング・ストーカー)の常套テクニックとして、広く応用されているとも主張される[25]。

## 対西ドイツ工作の成果

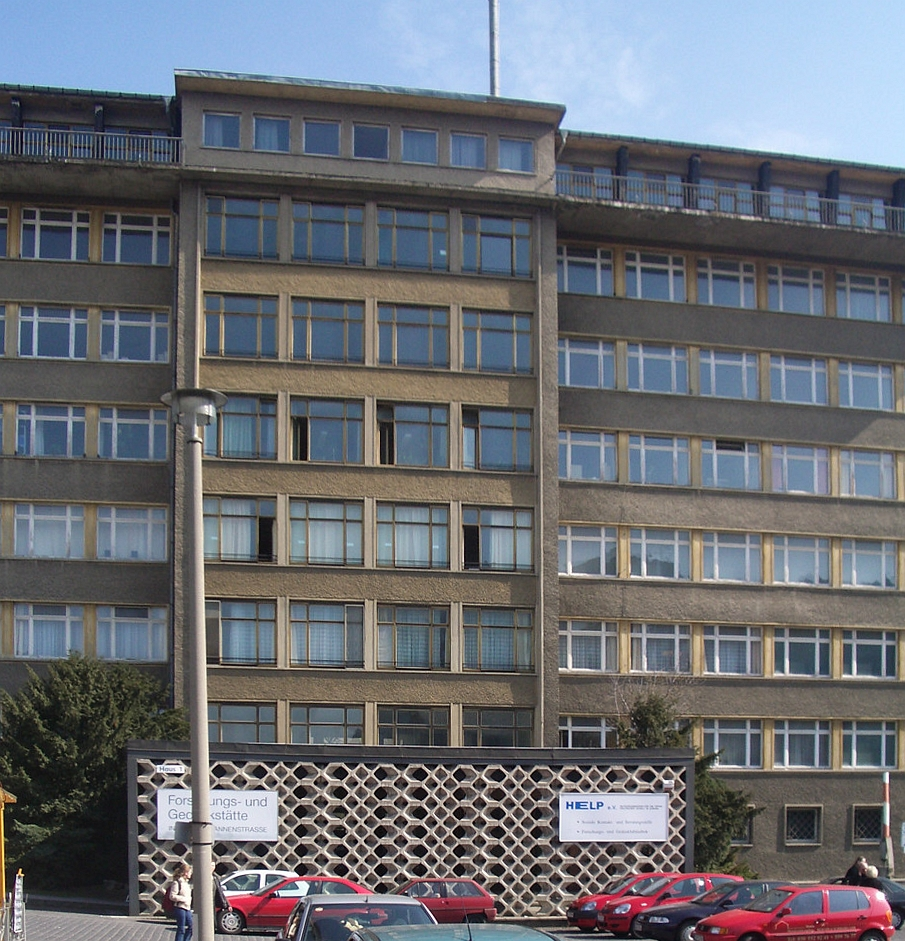
ベルリンの旧シュタージ中央庁舎。（現在のシュタージ博物館）

- 1954年7月20日、西ドイツの連邦憲法擁護庁 (BfV) 長官代行オットー・ヨーン博士が東ドイツに亡命（のち西ドイツに帰国）。
- 1985年8月15日、BfV防諜局長ハンス・ティートゲ（英語版）が失踪した。8月19日、ティートゲは東ベルリンで記者会見を開き、西ドイツと決別し、東ドイツで新しい生活を送ることを明らかにした（実際は、自身のアルコール中毒や妻の死に起因する精神不安定が原因とされている）。後にベルリン・フンボルト大学において、BfVの活動を記述した「ドイツ連邦共和国における憲法擁護庁の防諜機能」という論文で博士号を取得。1989年、ソ連に亡命。
- ギヨーム事件
  - 1956年5月、シュタージの諜報員ギュンターとクリステルのギヨーム夫妻は難民を偽装して西ドイツに入国した[26]。ギヨームは1970年から首相官房で働き始め、能力を評価されて1973年1月にはヴィリー・ブラント首相の個人秘書に就任した[27]。この時から西ドイツの政策、特に「東方政策」の内容は東ドイツに筒抜けになった。1973年5月、BfVに、ギヨームがシュタージのスパイ、コードネーム「ゲオルグ」であることを示唆する報告書が提出された[28]。ギヨームは11か月の間監視下に置かれたが、現行犯逮捕されるようなミスを犯さず、シュタージのエージェントと接触を続けた。翌1974年1月、西ドイツの検察は証拠不十分のため、ギヨームに対する逮捕令状の申請を却下した。だが捜査は継続され、同年4月24日、ギヨーム夫妻はスパイ容疑で逮捕された[29]。ギヨームは自らを逮捕した捜査官に対し「私は東ドイツの国家人民軍将校で、国家保安省の職員でもある。将校としての私の名誉が尊重されることを望む。（Ich bin Offizier der Nationalen Volksarmee der DDR und Mitarbeiter des Ministeriums für Staatssicherheit. Ich bitte, meine Offiziersehre zu respektieren）」と述べ、自らが東ドイツのスパイであることを認めた[29]。この事件は直ちに大きく報道され、ブラントの辞任の原因ともなった[30]。1975年、ギヨームは禁固15年（妻クリステルは8年）を言い渡されたが、1981年に釈放された[30]。その後、ギヨームはシュタージの諜報学校で講義を行い、1995年に死去した。ギヨーム夫妻事件は『世界で最も成功したスパイ作戦の事例』の1つと考えられているが、一方でシュタージ対外諜報部門トップを務めたマルクス・ヴォルフはドイツ再統一後にギヨームを使って、ブラントの失脚までは企図していなかったこと、最初からブラントの側近にまで上り詰めることまでは期待していなかったことをテレビ番組のインタビューで答えている[31][32]。

## ドイツ統一後
シュタージ解散後、米国と西ドイツ間で、シュタージエージェントの名前が記された「シュタージ・ファイル」の獲得を巡る暗闘が始まった。シュタージ・ファイルとは、一種のカードであり、情報源の項目にはエージェントの登録番号と偽名、本文の項目には提供情報のレジュメと日時が記載されていた。
1990年1月15日、東ドイツの人権活動家達がベルリンの旧シュタージ庁舎を占拠した。彼らは、大量のファイルを入手したが、対外諜報機関関係の書類だけは一つも見つからなかった。対外諜報関係の資料は、マルクス・ヴォルフがソ連に持ち出したとも、KGB駐東ドイツ支局が焼却したとも言われている。当時、CIAは「薔薇の木作戦」を実行し、大量のマイクロフィルムを奪取することに成功した。
ドイツ連邦政府は、この文書の返還を求めたが、アメリカ合衆国連邦政府は拒否し続けた。ある時CIAは、BfV駐ワシントン代表にエージェントのリストを閲覧させたが、この際に持ち帰りや複写機による複写が出来ず、筆写しか許されなかった。
ドイツもアメリカもシュタージの記録を解読できなかったことで、暗闘は先鋭化した。この問題は、文書の一部が解読された1999年1月になって、初めて解決した。解読された文書は、1969年から1987年までの記録であり、16万件を超える。現在、シュタージの文書解読と保管には、元反体制派の牧師ヨアヒム・ガウクを長とする40人の職員が従事し「ガウク機関」と通称される（2000年から長がマリアンネ・ビルトラーに交代し「ビルトラー機関」）。文書の総数は、9億件にも上るとされる。
一般国民には、1992年にシュタージの監視記録が申請によって本人に正式に公開されることになった。
2001年1月2日、インターネット上にエージェント10万人のリストが掲載された。リストには氏名だけではなく、彼らの評価や毎月の報酬まで書かれていた。
2007年11月、デンマークのオーデンセ（Odense）で、南デンマーク大学 （University of Southern Denmark）の冷戦研究センターが主催して、シュタージで諜報活動に従事していた約60人が「冷戦時代の緊迫した平和の生き証人」として証言する会合がもたれた。
2009年、西ドイツにおける学生運動、ドイツ赤軍らによるテロの激化の契機となった、警察官カール＝ハインツ・クラスによるデモ参加学生ベンノ・オーネゾルク殺害事件に関して、クラスがシュタージのスパイだったという事実を示す資料が発見された。この事実を各メディアが一斉にトップニュースとして報道し、ドイツ国民に衝撃を与え、高い関心を買うこととなった。ベルリンにあるオーネゾルクの慰霊碑に「スターリニズムによる犠牲者」の文字が付け加えられた。

## 備考
ソ連の衛星国である東ドイツの情報機関であることから、KGBとは緊密な協力関係にあった。ロシア大統領ウラジーミル・プーチンはKGB勤務時代の1985年から5年間東ドイツに駐在していたが、その際にシュタージの身分証明書も持っていたことが、2018年に明らかになっている。
旧東ドイツの各地では、国家保安省の関連施設が一般公開されている。ベルリンにおいては、シュタージ博物館（旧国家保安省本庁舎、1990年開館）と、ベルリン・ホーエンシェーンハウゼン記念館（旧未決政治犯収容所、1994年開館）が代表的である。

## シュタージの登場する作品
- 映画
  - 『トンネル』（原題：DER TUNNEL）監督：ローラント・ズゾ・リヒター 2001年製作
  - 『グッバイ、レーニン!』（原題：Good Bye Lenin!）監督：ヴォルフガング・ベッカー 2003年製作 第53回ベルリン国際映画祭最優秀ヨーロッパ映画賞受賞等
  - 『善き人のためのソナタ』（原題：Das Leben der Anderen）監督：フロリアン・ヘンケル・フォン・ドナースマルク 2005年製作 2007年度アカデミー賞外国語映画賞受賞等
  - 『コードネーム：カルロス 戦慄のテロリスト』（原題：CARLOS、テレビ映画）：2010年、フランス製作
  - 『カルロス』（映画）：2010年、フランス製作 上記TVシリーズの劇場公開版。
  - 『バルーン 奇蹟の脱出飛行』（原題：BALLON）監督：ミヒャエル・ブリー・ヘルビヒ 2018年製作
- 漫画
  - 『Z -ツェット-』青池保子
  - 『ロケットマン』加藤元浩
  - 『MASTERキートン』勝鹿北星・長崎尚志／浦沢直樹
  - 『ゴルゴ13』「ハインリッヒの法則」2008/6 さいとうたかを
  - 『SPY×FAMILY』ヨルの弟であるユーリ・ブライアが所属する東国（オスタニア）の防諜機関・秘密警察「STATE SECURITY SERVICE」国家保安局（SSS）は国家保安省、シュタージをモデルにしている。
- 小説
  - 『シュヴァルツェスマーケン』内田弘樹：難民監視などの目的もあってさらに権限が強化されており、独自の軍事組織「武装警察軍」を擁するまでになっている一方、内部では派閥抗争が起きている。
- ゲーム作品
  - 『リバース:1999』コーンブルメ･･･彼女自身がシュタージ勤めと公言している。